# Cardamine californica
Cardamine californica là một loài thực vật có hoa trong họ Cải. Loài này được (Nutt. ex Torr. & A.Gray) Greene mô tả khoa học đầu tiên năm 1891.